# Jonglør
En jonglør er en artist, der med stor behændighed arbejder med flere forskellige genstande som fx bolde, ringe eller kegler, som han kaster op i luften og griber igen. 
En jonglør optræder ofte i cirkus eller på gaden som gøgler.
En jonglør, der ligger på ryggen og balancerer genstande på sine fødder kaldes antipodist.
Se også jonglering.